# Fruit of the Loom

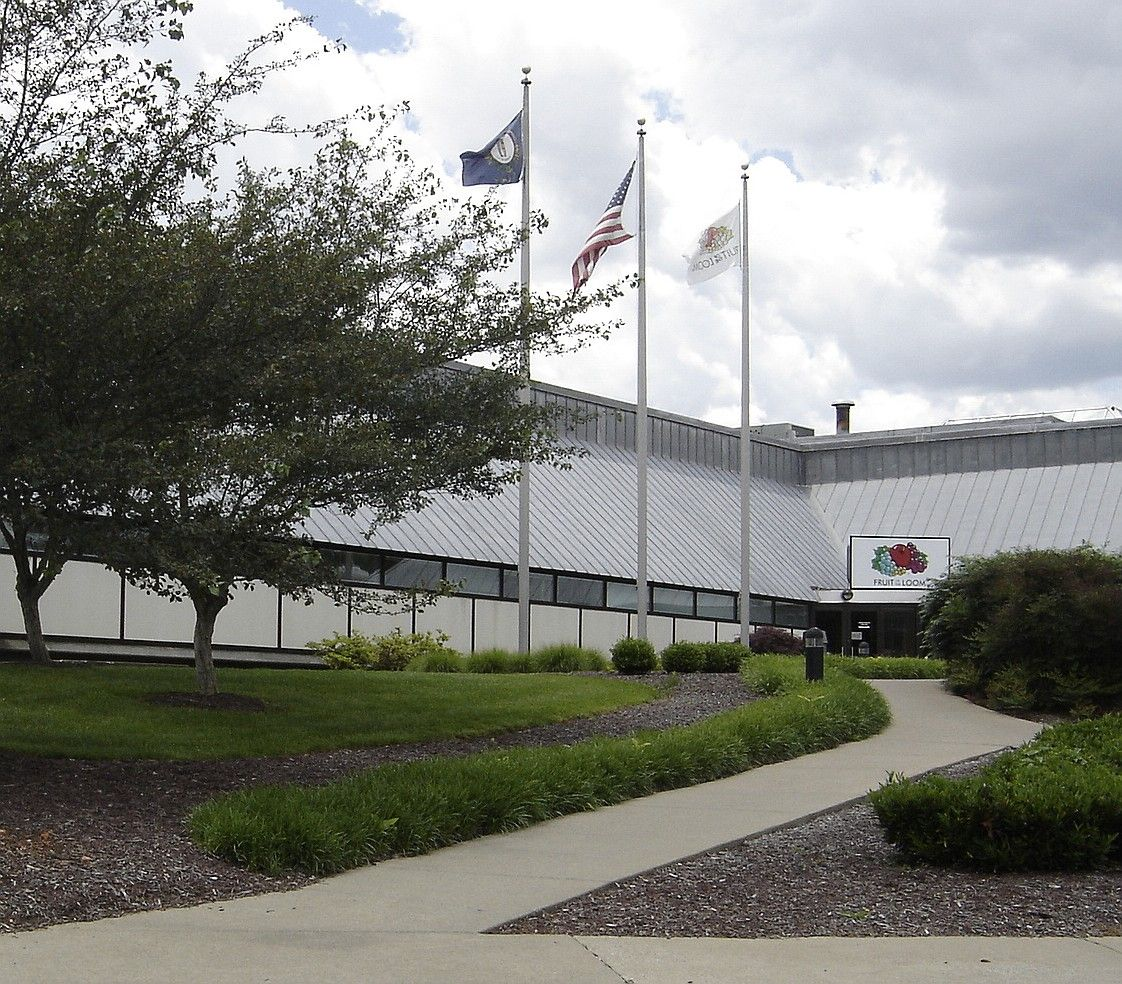
Hauptgebäude in Bowling Green, Kentucky (2006)

Fruit of the Loom (engl. „Frucht des Webstuhls“) ist eine international agierende Bekleidungsmarke. Gegründet 1851 von den Brüdern Benjamin und Robert Knight in Warwick (Rhode Island) unter dem Namen B. B. and R. Knight Corporation änderte das Unternehmen seinen Namen fünf Jahre später in Fruit of the Loom. Der heutige Hauptsitz befindet sich in Bowling Green, Kentucky/USA.
In Deutschland ist Fruit of the Loom vor allem als Anbieter von Baumwolloberbekleidung (T-Shirts, Sweatshirts, Poloshirts usw.) in niedrigen bis mittleren Preiskategorien bekannt, oft aus Sonderangebotsaktionen großer Warenhausketten. Die Europazentrale des Unternehmens befindet sich in Kaiserslautern, Deutschland.
Häufig tragen Kleidungsstücke das firmeneigene Siegel der „ressourcenschonenden Verarbeitung“ ihrer jeweiligen Produkte.

## Geschichte
Die Marke wurde 1871 beim Patent- und Markenamt der Vereinigten Staaten eingetragen.
Das Logo geht auf die sich intensiv mit Äpfeln beschäftigende Tochter des Einzelhändlers Rufus Skeel zurück. Als diese begann, an den Fruit-of-the-Loom-Produkten von ihr gemalte Äpfel anzubringen, erhöhten sich die Verkäufe. Als die Brüder Knight davon hörten, verwendeten sie den Apfel fortan als Logo. Mit der Weltausstellung 1893, der World’s Columbian Exposition, wurde das aus einem Stillleben von Früchten bestehende Logo eingeführt, welches in modernisierter und vereinfachter Form, mit einem nun kräftig roten Apfel noch heute verwendet wird.
1938 erwarb die Union Underwear Company die Lizenzrechte für 25 Jahre. 1955 wurde Union Underwear vom Mischkonzern Philadelphia & Reading Corporation übernommen. Diese wiederum erwarb 1961 die Fruit of the Loom Licensing Company. 1968 fusionierte die Philadelphia & Reading mit dem Mischkonzern Northwest Industries. Fruit of the Loom war ab nun über mehrere Jahre Tochterunternehmen dieses Unternehmens.
Der Investmentmanager William F. Farley erwarb 1985 mit seiner Farley Industries die Northwest Industries für 1,4 Milliarden Dollar. Das fusionierte Unternehmen Farley Northwest Industries wurde 1987 in Fruit of the Loom Inc. umbenannt und an die Börse gebracht. Weiterhin wurden alle Tochterunternehmen, die nichts mit der Textilbranche zu tun hatten, veräußert. Das Unternehmen war jedoch stark durch Kredite belastet und litt unter den logistischen Schwierigkeiten bei der Verlagerung der Produktion in Fabriken außerhalb der Vereinigten Staaten. Ende 1999 musste deshalb Fruit of the Loom Inc. ein Insolvenzverfahren im Rahmen des Kapitels 11 des US-Konkursrechtes einleiten, um Sanierungspläne auszuarbeiten und umzusetzen. Farley legte im August 1999 seinen Posten als Unternehmenschef nieder, blieb aber Chairman of the Board bis 2000. Dennis S. Bookshester aus der Einzelhandelsbranche wurde sein Nachfolger.
2002 übernahm Warren Buffetts Investmentholding Berkshire Hathaway die Reste des insolventen Konzerns und damit auch die Produktion und die Vermarktung von Textilien mit dem Markennamen „Fruit of the Loom“.

## Angebot
Das Unternehmen stellt Oberbekleidung als Imprint- und Retail-Variante her. Weiterhin enthält die Retail-Linie ein Unterwäsche-Programm für Herren.
Die Retail-Produkte sind für den Einzelhandel vorgesehen und haben ein aufgedrucktes oder -gesticktes Firmenlogo. Die Material- und Verarbeitungsqualität ist meist hochwertiger als bei der Imprint-Linie. Es gibt aber auch einige Produkte, die sich – bis auf das aufgebrachte Firmenlogo – nicht unterscheiden.
Die Imprint-Produkte sind deutlich billiger und werden für die Weiterverarbeitung hergestellt, z. Bsp. durch die Werbeartikelindustrie oder um Unternehmenskleidung durch Textildruck, Textilbeflockung oder Besticken herzustellen. Das Firmenlogo ist hier lediglich im Nackenetikett angebracht. Viele Webshops verkaufen die Produkte dieser Linie auch direkt an Endverbraucher.